# بیتلز برای فروش
بیتلز برای فروش (به انگلیسی: Beatles for Sale) چهارمین آلبوم گروه راک انگلیسی بیتلز می‌باشد.
آلبوم در چهارم دسامبر ۱۹۶۴ به تهیه‌کنندگی جرج مارتین و توسط شرکت پارلوفون منتشر شد.
جان لنون عضو بیتلز علاقه اش به ساخت آهنگ‌هایی که بیشتر بازگوکننده طبیعت زندگی اش باشد را در این آلبوم نشان می‌دهد. آهنگ "من یک بازنده‌ام" نشان دهنده تأثیر باب دیلن خواننده بزرگ آمریکایی بر روی جان لنون است. لنون برای نخستین بار در ۲۸ آگوست ۱۹۶۴ و در نیویورک با دیلن دیدار کرده بود.

## فهرست آهنگ‌ها
| بخش یک | بخش یک                                          | بخش یک           | بخش یک |
| شماره  | نام                                             | خواننده اصلی     | مدت    |
| ------ | ----------------------------------------------- | ---------------- | ------ |
| ۱.     | «بدون جواب»                                     | لنون             | ۲:۱۵   |
| ۲.     | «من یک بازنده‌ام»                                | لنون             | ۲:۳۱   |
| ۳.     | «عزیز در جامه سیاه»                             | لنون و مک کارتنی | ۲:۰۲   |
| ۴.     | «موسیقی راک اند رول» (چاک بری)                  | لنون             | ۲:۳۲   |
| ۵.     | «من به دنبال خورشید خواهم رفت»                  | مک کارتنی        | ۱:۴۶   |
| ۶.     | «مستر مون لایت» (روی لی جانسون)                 | لنون             | ۲:۳۳   |
| ۷.     | «کانزاس سیتی/هی، هی، هی» (لیبر، استرولر، پنیمن) | مک کارتنی        | ۲:۳۳   |

| بخش دو | بخش دو                                     | بخش دو             | بخش دو |
| شماره  | نام                                        | خواننده اصلی       | مدت    |
| ------ | ------------------------------------------ | ------------------ | ------ |
| ۱.     | «هشت روز هفته»                             | لنون و مک کارتنی   | ۲:۴۴   |
| ۲.     | «واژه‌های عشق» (بادی هالی)                  | لنون و مک کارتنی   | ۲:۱۲   |
| ۳.     | «عزیز نکن» (کارل پرکینز)                   | رینگو استار        | ۲:۵۵   |
| ۴.     | «هر چیز کوچک»                              | لنون و مک کارتنی   | ۲:۰۱   |
| ۵.     | «من نمی‌خواهم مهمانی را خراب کنم»           | لنون، با مک کارتنی | ۲:۳۳   |
| ۶.     | «داری چکار می‌کنی»                          | مک کارتنی          | ۲:۳۰   |
| ۷.     | «هر کسی می‌کوشد عزیز من باشد» (کارل پرکینز) | هریسون             | ۲:۲۳   |